# Морђе дела Пена (Кјети)
Морђе дела Пена (итал. Morge della Penna) је насеље у Италији у округу Кјети, региону Абруцо.
Према процени из 2011. у насељу је живело 38 становника. Насеље се налази на надморској висини од 542 м.